# Protandrena hurdi
Protandrena hurdi är en biart som beskrevs av Timberlake 1976. Protandrena hurdi ingår i släktet Protandrena och familjen grävbin. Inga underarter finns listade i Catalogue of Life.